# Xã Valley, Quận Lincoln, Kansas
Xã Valley (tiếng Anh: Valley Township) là một xã thuộc quận Lincoln, tiểu bang Kansas, Hoa Kỳ. Năm 2010, dân số của xã này là 44 người.